# Microserica abbreviata
Microserica abbreviata är en skalbaggsart som beskrevs av Brenske 1899. Microserica abbreviata ingår i släktet Microserica och familjen Melolonthidae. Inga underarter finns listade i Catalogue of Life.